# Uranium One
Uranium One — канадська уранодобувна компанія, що володіє шахтами в Австралії, Канаді, Казахстані, ПАР і США.
У січні 2013 російська держкорпорація Росатом через підрозділ Атомредметзолото придбала 100% акцій Uranium One.

## Історія
Компанія заснована 2 січня 1997 під назвою Southern Cross Resources Inc.
У 2005 Southern Cross Resources та Aflease Gold and Uranium Resources Ltd оголосили про об'єднання під назвою SXR Uranium One Inc.
У червні 2009 Атомредметзолото (АРМЗ), дочірнє підприємство Росатому, придбало 16,6% акцій Uranium One в обмін на 50% частку в проекті видобутку урану на Каратау спільно з Казатомпромом.
У червні 2010 Uranium One отримала 50% та 49% частки в казахстанських проектах видобутку урану Акбастау та Зарічне. В обмін на це АРМЗ підвищила свою частку в Uranium One до 51%. Угода дозволила Uranium One збільшити на 60% річний видобуток урану, з 10 до 16 мільйонів фунтів. Операція отримала схвалення антимонопольних органів Казахстану, Канади та комітету США з закордонних інвестицій CFIUS і була закрита до кінця 2010.
АРМЗ отримав повний контроль над Uranium One в січні 2013.

## Санкції
5 лютого 2023 року президент України Володимир Зеленський ввів у дію рішення Ради національної безпеки та оборони щодо санкцій проти атомної галузі Росії терміном на 50 років. Зокрема, санкції були введені проти акціонерного товариства "Ураніум Уан Груп" (Uranium One Group). Серед обмежень: припинення дії торгових угод, блокування активів, заборона будь-яких торгових операцій, анулювання ліцензій, заборона передання технологій, тощо.